# Anthothoe similis
Anthothoe similis is een zeeanemonensoort uit de familie Sagartiidae. De anemoon komt uit het geslacht Anthothoe. Anthothoe similis werd in 1896 voor het eerst wetenschappelijk beschreven door Haddon & Duerden. 